# Milena Bettini
Milena Bettini fue una actriz de cine y teatro y exmodelo italiana.

## Carrera
Bettini se desempeñó como actriz de reparto en varias películas en la época dorada del cine italiano. Trabajó bajo la mano de eximios directores de Italia como fueron Marcello Giannini, Giuseppe Lipartiti, Marino Girolami, Renzo Merusi y Guido Leoni. Se inició en 1959 con la película I ragazzi dei Parioli dirigida por Sergio Corbucci, junto con Raf Mattioli, Alessandra Panaro y Ennio Girolami. Uno de sus papeles cinematográficos más conocidos son la de Peggy en Apocalisse sul fiume giallo (Apocalipsis sobre el río amarillo) en 1960 con Anita Ekberg y Georges Marchal; Susana Fontana en Vacaciones en la Argentina filmada en 1959 en Argentina, compartiendo su rol principal con las actrices Emma Danieli y Isabelle Corey, allí se sumaron los galanes argentinos Jorge Salcedo, Luis Dávila y Enzo Viena; y el de Caroline F.B.I. operazione Baalbeck con Rossana Podestà y Jacques Sernas.

## Filmografía
- 1964: Super rapina a Milano[2]
- 1964: F.B.I. operazione Baalbeck como Caroline
- 1964: Via Veneto
- 1963: Siamo tutti pomicioni (segmento "Il piazzista") como Susanne
- 1962: Gli italiani e le donne (segmento "La Traversata di Milano") como Milena
- 1960: Vacaciones en la Argentina como Sandra Fontana
- 1960: Apocalisse sul fiume giallo como Peggy
- 1959: I ragazzi dei Parioli